# الحظيرة الوطنية لجبل عيسى
الحظيرة الوطنية لجبل عيسى هي حظيرة وطنية أو حديقة وطنية من الأطلس الصحراوي تقع غرب الجزائر، في ولاية النعامة. تم إنشاؤها في عام 2003 وهي تمتد على 24400 هكتارا.
تكتسي الحظيرة أهمية خاصة في الحفاظ على النظام البيئي لمنطقة الهضاب العليا في الغرب، المهددة بظواهر التصحر وانجراف التربة.

## الحياة البرية

### النباتات
أشجار الأكثر وجودا هي: زفيزف، البطم، العرعر الفينيقي، السنديان الأخضر، العرعر الشربيني والصنوبر الحلبي. كما نجد أيضا العذم الحلفائي، الإسبارتو [الإنجليزية] والشيح.

### الحيوانات
الحديقة هي موطن لأنواع الثدييات التالية: القواع، الخنزير البري، ابن آوى، الثعلب، الحبارى، النيص، الضأن البربري، الغزال الدوركاس.